# Битва над Сасовим Рогом (1633)
Би́тва над Са́совим Ро́гом — збройна сутичка, яка завершилась перемогою коронного війська над татарами 4 липня 1633 року під час збройного протистояння Речі Посполитої з Османською імперією в 1633-1634 роках.
29 червня 1633 близько однієї-двох тисяч буджацьких татар перейшли через Дністер і почали пустошити Поділля. Можливо, їх послав на розвідку сілістрійський паша Мехмед Абази, але так само імовірно, що це була їхня власна ініціатива в рамках перманентної війни між татарами та козаками. Цей набіг був дуже короткий, за день чи два татари повернулися до Молдавії із награбованою здобиччю та ясиром.
Тим часом, великий гетьман коронний Станіслав Конєцпольський, що стояв із військами у Барі, лише почув про набіг, негайно повів наздогін татарам 2000 кінноти. Гетьман перетнув Дністер, що був кордоном Речі Посполитої. Татари ймовірно думали, що знаходяться в безпеці, і сповільнили свій рух. Це дозволило гетьману наздогнати їх 4 липня біля Сасового Рогу на річці Прут. Декілька десятків татар було убито і захоплено в полон, решту розігнано. Серед полонених було декілька татарських мурз і зять Кантемира, правителя буджацьких і ногайських татар. Було повернено більшість здобичі, весь ясир, рогату худобу і коней.